# Aegophagamyia alluaudi
Aegophagamyia alluaudi är en tvåvingeart som först beskrevs av Giglio-tos 1895.  Aegophagamyia alluaudi ingår i släktet Aegophagamyia och familjen bromsar.
Artens utbredningsområde är Seychellerna. Inga underarter finns listade i Catalogue of Life.